# ダーロ航空
ダーロ航空（Daallo Airlines）はアラブ首長国連邦のドバイに本拠地を置く航空会社である。

## 概要
- 1991年、ソマリア民主共和国のフラッグキャリアだったソマリ航空がソマリア内戦により破綻したことを受け、ジブチで設立された[1]。
- 1991年3月20日に運航を開始した。
- 2010年3月から、運航がを中止した。年内に運航を再開している[2]。
- 2014年1月8日、航空会社を評価するサイト AirlineRatings.com において、全世界の航空会社を比較調査した結果、安全性において2つ星の低い評価を受け、448航空会社中ワースト10にランキングされた[3]。
- 2015年2月、ジュバ航空と合併した。なお合併後も、別ブランドでの運行を継続している[4]。

## 就航都市
- ケニア：ナイロビ
- ソマリア：モガディシュ

- アラブ首長国連邦：ドバイ

かつてはロンドンやパリにも就航していたが、ジブチを本拠地としていることから、ジブチの航空会社としてEU乗入禁止航空会社に指定されており、現在では運航をしていない。

## 機材
| 機種                     | 保有数 | 座席数 | 備考                     |
| ------------------------ | ------ | ------ | ------------------------ |
| ボーイング737-300        | 1      | 142    | ケニア航空からリース     |
| ボーイング737-400        | 2      | 148    | Fanjet Expressからリース |
| ボンバルディア DHC-8-400 | 1      | 76     | アラスカ航空の中古機     |
| 合計                     | 4      |        |                          |

## 事件・事故
- 2009年11月2日、ボサソ発ジブチ行きのフライト（アントノフ An-24）において、ハイジャック事件が発生したが、武装した男性乗客2人がハイジャック犯を取り押さえ、無事に緊急着陸した。30人の乗客にけがはなく、機体の損傷もなかった。
- 2009年11月13日、アデン・アッデ国際空港において、粉末化学薬品、液体、注射器を持ち込もうとした男がおり、逮捕された。
- 2016年2月2日、アデン・アッデ国際空港を離陸したダーロ航空159便（エアバスA321、機体番号「SX-BHS」）が高度12,000フィート (3,700 m)～14,000フィート (4,300 m)において、右舷側のR2ドア付近で爆発が発生し、1人が死亡し、2人が負傷した。検査の結果、爆薬の残留物質の反応が示された。最終的に、死亡した男性は爆弾を持ち込んだテロリストだったことが分かった[7][8]。